# Carlo De Simone
Carlo De Simone, né à Rome le 22 novembre 1932 et mort le 14 septembre 2023 dans la même ville, est un linguiste italien, spécialiste des textes grecs et latins et des épigraphes étrusques.

## Biographie
Après des études à Rome en 1950, Carlo De Simone étudie la linguistique comparée et l'archéologie à l'université de Rome, dont il devient lauréat en 1955 avec un thèse sur Le iscrizioni messapiche: cronologia e fonetismo. Il obtient une bourse à Tübingen pour la même discipline auprès du Servizio di Scambio Accademico Tedesco (DAAD) de 1955 à 1956, avec Hans Krahe dont il devient l'assistant de 1961 à 1964.
En  novembre 1964, il est admis comme enseignant à la faculté de philosophie de l'Université de Tübingen, par ses travaux sur les  apports grecs dans la langue étrusque.
De 1972 à 1973, il occupe la chaire de linguistique comparée à l'université de Vienne, puis, de  1975 à 1980, à l'université de Pérouse.
Retourné en 1980  à Tübingen, il y termine sa carrière en 1998.

## Publications
- I morfemi etruschi '-ce' ('-ke') e '-che'. Studi Etruschi, XXXVIII (1970), p. 115-139.
- Il nome del Tevere. Contributo per la storia delle più antiche relazioni tra genti latino-italiche ed etrusche. Studi Etruschi, XLIII (1975), p. 119 sgg.
- Etuskischer Literaturbericht : neuveröffentlichte Inschriften 1970-1973 (mit Nachträgen). Glotta, LIII (1975), p. 125 sgg.
- « Die Göttin von Pyrgi : linguistische Probleme. »  in H. Rix, Atti del Colloquio sul tema : Die Göttin von Pyrgi (Tübingen 1979), p. 64 sgg. Firenze (1981).
- « La posizione linguistica della Daunia. »  in Atti dell XIII Convegno di Studi Etruschi e Italici (Manfredonia 1980), p. 113 sgg. Firenze (1984).
- « Gli imprestiti etruschi nel latino arcaico. »  in E. Campanile (a cura di), Alle origini di Roma. Atti del colloquio. Pisa (1988).
- « Etrusco Laucie Mezentie »  in Miscellanea etrusca e italica in onore di M. Pallottino. Archeologia Classica, XLIII (1991), n. 1, p. 559 sgg.
- Sudpiceno Safino- / Lat. Sabino- : il nome dei Sabini. Annali dell'Istituto universitario orientale di Napoli. Dipartimento di Studi del mondo classico e del Mediterraneo antico. Sezione linguistica, XIV (1992), p. 223 sgg.
- I Tirreni a Lemnos. Evidenza linguistica e tradizioni storiche. Firenze (1996)
- « Il nome di Romolo »  in Andrea Carandini e A. Cappelli (a cura di), Roma. Romolo, Remo e la fondazione della città. Milano (2000).
- « Il nome di Romolo e Remo »  in Andrea Carandini (a cura di), La leggenda di Roma. Milano (2006).
- avec Simona Marchesini, La lamina di Demlfeld, Roma, 2013.